# Nancy-Ma-Nachtaffe

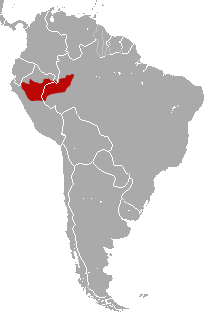
Verbreitungsgebiet

Der Nancy-Ma-Nachtaffe (Aotus nancymaae) ist eine Primatenart aus der Gruppe der Nachtaffen (Aotidae), innerhalb derer er zum nördlichen Artenschwarm gezählt wird. Er ist nach der Zoologin Nancy Shui Fong Ma benannt.

## Merkmale
Nancy-Ma-Nachtaffen sind wie alle Nachtaffen relativ kleine Primaten. Sie erreichen einschließlich des Schwanzes eine Gesamtlänge von durchschnittlich 64 Zentimeter, wobei der Schwanz etwas länger als der Rumpf ist. Das Gewicht beträgt 0,55 bis 0,95 Kilogramm, wobei die Männchen geringfügig schwerer als die Weibchen werden. Ihr Fell ist an der Oberseite graubraun gefärbt, die Unterseite ist rötlichbraun. Der buschige Schwanz endet in einer schwarzen Spitze. Der rundliche Kopf ist wie bei allen Nachtaffen durch die großen, braunen Augen charakterisiert, die von weißen Feldern umgeben sind. Zwischen den Augen verläuft ein schwarzer Streifen, der sich auf der Stirn dreieckig verbreitert, entlang der Schläfen und Wangen befinden sich zwei weitere schwarze Streifen.

## Verbreitung und Lebensraum
Nancy-Ma-Nachtaffen leben im westlichen Südamerika. Ihr Verbreitungsgebiet umfasst das westliche Brasilien und das östliche Peru und wird im Norden vom Amazonas begrenzt. Ihr Lebensraum sind tropische Regenwälder, wobei sie saisonal überflutete Regionen bevorzugen.

## Lebensweise
Wie alle Nachtaffen sind sie nachtaktiv und halten sich meist in den Bäumen auf. Dort bewegen sie sich auf allen vieren und springend fort. Zum Schlafen ziehen sie sich tagsüber in Baumhöhlen oder Pflanzendickichte zurück.
Sie leben in monogamen Familiengruppen von zwei bis fünf Tieren, die aus einem Männchen, einem Weibchen und dem gemeinsamen Nachwuchs bestehen. Die Partner bleiben oft jahrelang beisammen. Es sind territoriale Tiere, ihre Reviere umfassen rund 9 Hektar. Gegenüber Artgenossen markieren sie ihre Reviere mit Lauten und verteidigen sie nötigenfalls.
Die Nahrung dieser Tiere besteht vorwiegend aus Früchten. In geringerem Ausmaß nehmen sie Blüten und andere Pflanzenteile sowie Insekten zu sich.
Nach einer rund 133-tägigen Tragzeit bringt das Weibchen üblicherweise eins, selten zwei Jungtiere zur Welt. Vorwiegend die Väter kümmern sich um den Nachwuchs. Sie tragen ihn und bringen ihn den Müttern nur zum Säugen.

## Gefährdung
In einigen Regionen werden Nancy-Ma-Nachtaffen durch Lebensraumzerstörung und Bejagung bedroht, insgesamt sind sie laut IUCN nicht gefährdet.
Einziger aktueller und ehemaliger Halter ist Madrid.

## Belege
1. ↑    ZTL 18.6